# Stolnica Phát Diệm
Stolnica Phát Diệm (vietnamsko Nhà thờ chính tòa Phát Diệm, francosko Cathédrale de Phat Diem) je sedež rimskokatoliške škofije Phát Diệm, ki stoji v okrožju Kim Sơn v provinci Ninh Bình v Vietnamu. Arhitektura cerkve – zgrajena iz kamna in lesa leta 1891 – je eklektična mešanica vietnamskih in evropskih arhitekturnih slogov. Zgrajena je bila v glavnem v tradicionalni vietnamski arhitekturi, podobni zgodovinskim palačam in templjem. Leta 1972 je bila bombardirana in kasneje obnovljena. Poleg same stolnice kompleks Phát Diệm sestavlja pet kapel, tri jame, spominska hiša in nedavno zgrajeno pastoralno središče škofije.

## Lega
Stolnica stoji v okrožju Phát Diệm okrožja Kim Sơn v provinci Ninh Bình. Stoji približno 29 km jugovzhodno od Ninh Binha in 121 kilometrov od Hanoja. Zgrajena je v smeri sever-jug, sredi vasi Phat Diem. Leta 1925 so pred stavbo izkopali ribnik z otokom, nad katerim je bil kip Kristusa Kralja, da bi ga zasuli v zemljo.

## Zgodovina
Stolnico Phát Diệm je zgradil duhovnik oče Trần Lục (francosko Père Six ali vietnamsko cụ Sáu). Grobnica Père Sixa je na dvorišču stolnice. Vse lesene kipe v stolnici je izrezljal Pho Gia, vietnamski obrtnik.  Romanopisec Graham Greene je v svojem romanu  Quiet American (Tihi Američan) opisal stolnico kot »bolj budistično kot krščansko«.
Po ženevski konferenci leta 1954 se je veliko njenih župljanov in duhovščine preselilo v varnejše kraje v Južnem Vietnamu. Stolnica še vedno deluje kot bogoslužni prostor, v okrožju pa je še veliko več cerkva.
15. avgusta 1972 je bila stolnica bombardirana, zaradi česar se je zrušila celotna zahodna stena, samostani in dve šoli. Toda zdaj, po obnovi, ni več nobenih znakov tega uničenja.

## Opis
Stolnica, visoka kamnita zgradba, je bila zgrajena leta 1891 v vietnamskem slogu, pomešana s kamnitimi zidovi, zgrajenimi v evropskem neogotskem slogu. Da bi preizkusil stanje temeljev stolnice na močvirnem območju, je Oče Six ustvaril gomilo iz apnenčastih balvanov in ugotovil, da pogoji niso primerni za njeno gradnjo. 
Krasijo jo škatlaste kupole z »obrnjenimi strehami iz ploščic«, ki so podobne pagodam. Père Six, ki jo je zgradil, je posebej pripeljal peščene kamne za gradnjo stolnice iz kamnoloma, oddaljenega več kot 200 kilometrov. Eklektična zasnova stolnice se zdi, kot da bi bila iz pagod, ki so »spuščeni v stolpe gotske cerkve«. 
Celotna velikost stolnice je 64 m v dolžino, s širino 18 m. Ladja stolnice je zgrajena iz 52 stebrov, od katerih jih je 16 visokih 11 metrov, izklesanih iz velikih dreves železnega lesa. V sprednjem bogoslužnem prostoru je oltar iz ene plošče, ornamentiran v pravoslavnem slogu in izdelan iz lakiranega in pozlačenega lesa. Nad oltarjem so portreti približno 30 misijonarjev, večinoma evropskega porekla. Obokan strop ima slike angelov v vietnamskem slogu. Notranje stene so okrašene s katoliško ikonografijo, predvsem pa imajo slike vzhodnih verskih simbolov, kot so zmaji, samorogi, želve in feniksi.

## Druge stavbe v kompleksu
Poleg stolne cerkve, stavb škofijskega rezidenčnega in pastoralnega središča so v kompleksu še druge stavbe, vključno s kamnito kapelo, ki je videti kot grobnica in elegantnim zvonikom pred stolnico ter tri umetne jame, majhen zvonik (imenovan Phuong Dinh), dva portika, Kalvarija in ribnik. Celoten kompleks se razprostira na površini 6,1 ha. Dve toni težak bronast zvon v zvoniku so dvignili po rampi iz zemlje. Vzpon na vrh zvonika omogoča popoln slikovit pogled na mesto. Pred zvonikom je ploščad iz dveh plasti zelo velikih kamnitih plošč. Ploščad so mandarini uporabljali za spremljanje poteka obredne maše v stolnici. Zemljo s klančine, ki so jo uporabljali za vlečenje zvona in drugih kovinskih predmetov, so raztresli okoli stolnice, tako da so se tla dvignila za 1 meter. Majhna kapela je zgrajena iz velikih klesanih kamnitih blokov, notranjost pa je hladna kot jama. Bel kip Srca Jezusovega je nameščen v majhnem jezeru pred stolnico. V bližini kompleksa stolnice je pokriti most iz 19. stoletja, zgrajen iz kamna.
- Kvadratna dvorana (zgrajena l. 1899), prvotno kot prostor za evharistično adoracijo, tudi kot zvonik
- Kapela Brezmadežnega srca Marijinega (1883), v celoti v kamnu
- Kapela Srca Jezusovega (1889)
- Kapela svetega Roka (1895)
- Kapela svetega Jožefa (1896)
- Kapela svetega Petra (1896)